# Gardenia thunbergia
Gardenia thunbergia es una especie de arbusto o pequeño árbol de la familia de las rubiáceas.

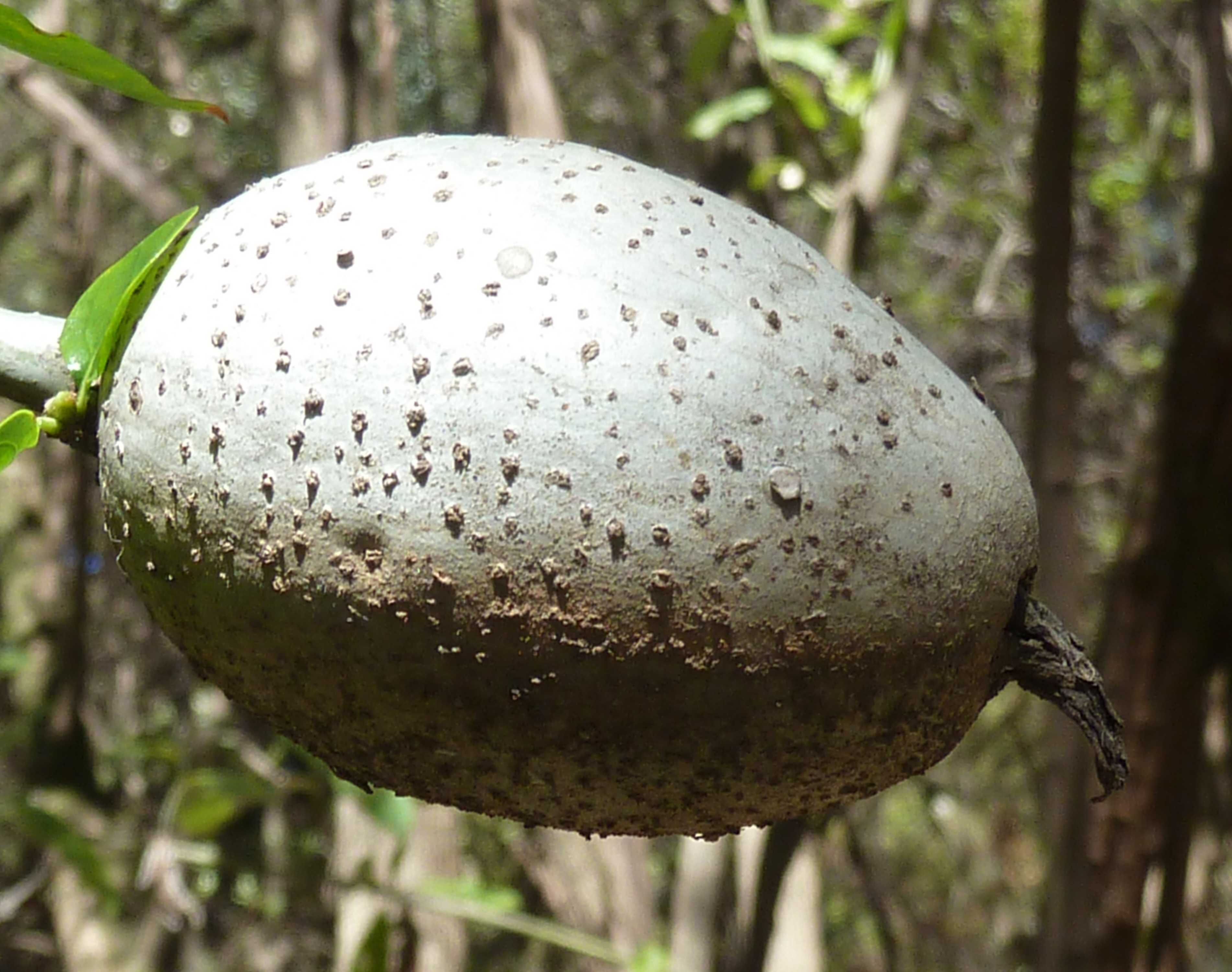
Fruto

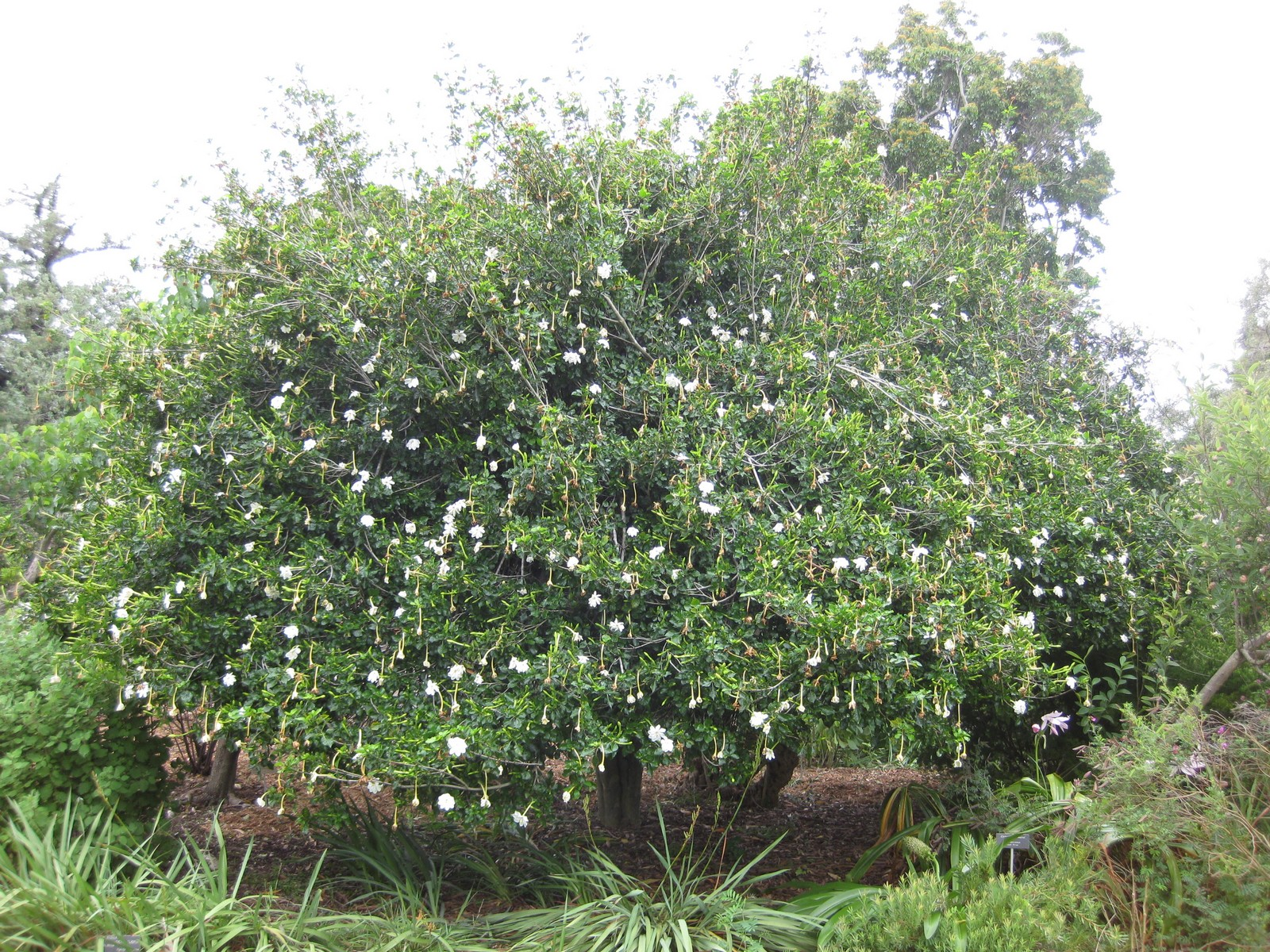
Vista de la planta

## Descripción
Es un arbusto o pequeño árbol que se encuentra en los bosques o en los márgenes de los mismos, se distribuye en la Provincia Oriental del Cabo, Natal y Transkei en Sudáfrica. Densamente ramoso y rígido con la corteza lisa gris clara. Las hojas son lisas, brillosas, en verticilos, enteras, y arracimadas en los extremos de las ramillas. Las flores se producen de manera profusa y son grandes, blancas, extremadamente fragantes y de aproximadamente 70 mm de diámetro con largos tubos solo accesibles a las probóscides de insectos esfíngidos nocturnos. Los frutos son duros, leñosos, y fibrosos, y de aproximadamente 80mm de largo y 40mm de diámetro, de color gris claro con pequeñas manchas blancas elevadas y que pueden persistir en el árbol por algunos años si no son mordisqueadas por elefantes o antílopes. 

## Historia
Gardenia thunbergia fue introducido en Kew muy temprano en 1773. Pertenece a la gran familia Rubiaceae, la cual incluye plantas como el café (Coffea arabica), quinina (Cinchona) y numerosos árboles y arbustos  ornamentales con flores vistosas.

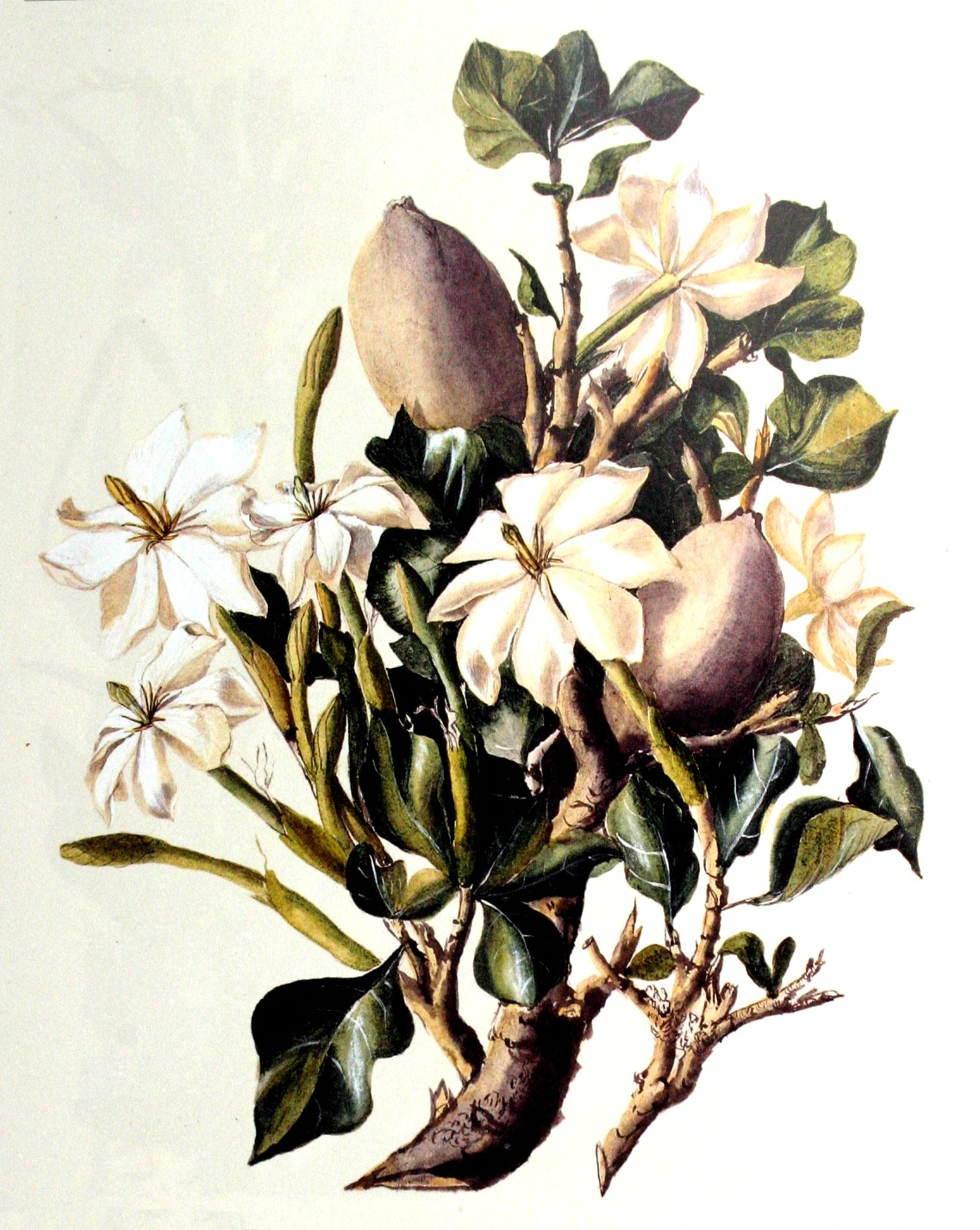
Gardenia thunbergia por Edith Struben (1868-1936)

## Taxonomía
Gardenia thunbergia fue descrita por Carlos Linneo el Joven y publicado en Supplementum Plantarum 162. 1781[1782].
Etimología
Gardenia: nombre genérico que fue nombrado por  Carl Linnaeus  en honor de  Alexander Garden  (1730-1791), un naturalista escocés.
thunbergia: epíteto otorgado en honor del botánico sueco Carl Peter Thunberg.
Sinonimia
- Caquepiria bergkia J.F.Gmel.
- Gardenia appendiculata Stokes
- Gardenia crassicaulis Salisb.
- Gardenia macrocarpa Carey ex Voigt
- Gardenia medicinalis Vahl ex Schumach. & Thonn.
- Gardenia speciosa Salisb.
- Gardenia verticillata Lam.
- Genipa thunbergia (Thunb.) Baill.
- Warneria thunbergia (Thunb.) Stuntz[3]

## Nombres comunes
- Gardena silvestre (Wild Gardenia)
- Gargenia blanca (White Gardenia)
- Gardenia de bosque (Forest Gardenia)
- Gardenia árbol (Tree Gardenia)